# Andres Tarand

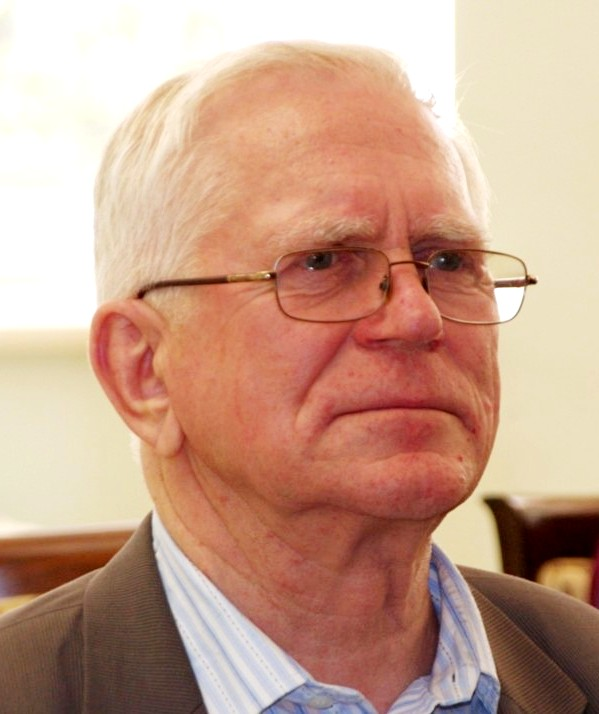
Andres Tarand, 2012

Andres Tarand (* 11. Januar 1940 in Tallinn) ist ein estnischer Politiker. Er war von 1994 bis 1995 Ministerpräsident der Republik Estland und von 2004 bis 2009 Mitglied des Europäischen Parlaments.

## Leben

### Wissenschaftler
Andres Tarand schloss 1963 sein Studium der Klimatologie an der Universität Tartu ab. 1973 machte er einen zweiten Abschluss in Geographie. Er war von 1968 bis 1988 als wissenschaftlicher Mitarbeiter an der Universität Tartu tätig. Von 1988 bis 1990 war er Direktor des Botanischen Gartens der Universität. Er setzte sich in der Zeit der Perestroika stark für Umweltbelange und eine Loslösung Estlands von der Sowjetunion ein.

### Estnische Politik
Mit der Wiedererlangung der Unabhängigkeit Estlands ging Tarand in die Politik. 1990 bis 1992 war er Mitglied des Obersten Rates der Republik Estland (Eesti Vabariigi Ülemnõukogu). 1992 und von 1995 bis 2004 war Tarand Abgeordneter des estnischen Parlaments (Riigikogu). Von 1992 bis 1994 war Andres Tarand Umweltminister und von November 1994 bis April 1995 estnischer Ministerpräsident.
Seit 1996 gehört Andres Tarand der sozialdemokratischen Partei Mõõdukad an, die sich 1999 in Rahvaerakond Mõõdukad und 2004 in Estnische Sozialdemokratische Partei umbenannt hat. Von 1996 bis 2001 war Tarand Parteivorsitzender. 2004 wurde er für die estnischen Sozialdemokraten in das Europäische Parlament gewählt.

## Umweltengagement
Andres Tarand tritt vor allem für die stärkere Gewichtung von Umweltfragen in der Politik und für den Klimaschutz ein. Er ist in zahlreichen Nichtregierungsorganisationen aktiv.

## Schriften
- Neljakümne kiri (1991)
- Cassiopeia (1992)
- Mitte ainult hõlmikpuu (2004)
- Kiri ei põle ära (2005)